# 河乙春
河 乙春（ハ・ウルチュン、朝鮮語: 하을춘、1903年11月8日 - 1978年7月13日）は、日本統治時代の朝鮮および大韓民国の公務員、政治家。第3代韓国国会議員。本貫は晋州河氏。

## 経歴
慶尚南道昌寧郡出身。昌寧普通学校卒。昌寧郡内務課長、慶尚南道学務局学士行政課長、慶尚南道内務局会計課長、昌寧郡守、釜山市内務課長・地方課長、慶尚南道文教社会局長などを務めた。第3代総選挙に無所属で立候補して当選し、国会議員を1期務めた。死因などは不明だが、75歳で死去した。

## 余談
第3代国会議員かつ、内務委員長として在任中であった1958年2月12日の第27回第6次国会本会議の建設業法案第1・2読会において、煮詰まっていた法案の名称を決める際、『建設業法』の4字のみを発言すると賛成多数で名称が決まり、その後も関連議論が次々と賛成多数で進み、副議長が全ての法案を通過させ会議が終わったということがあった。この話が当時の報道媒体により『4字発言』として新聞に取り上げられた。